# Elvis Is Back!
Elvis Is Back! es el décimo álbum de estudio del músico y cantante estadounidense Elvis Presley, publicado por la compañía discográfica RCA Victor en abril de 1960. Grabado durante dos sesiones en marzo y abril de 1960, marcó el retorno de Presley de ser licenciado de la Armada de los Estados Unidos.
En 1957, con la fama de Presley en alza, recibió una comunicación de la oficina de reclutamiento de Memphis, que le dio una prórroga para terminar la producción de su último largometraje, King Creole. Durante un periodo de dos años en el que prestó servicio militar en Alemania, RCA Records y Paramount Pictures publicaron progresivamente material que había completado antes de su alistamiento. Durante sus últimos meses en la Armada, Presley experimentó con nuevos sonidos y trabajó en mejorar aún más su rendimiento. También preparó material para su primera sesión en Nashville, programada para tener lugar a su regreso. Presley regresó a los Estados Unidos el 2 de marzo de 1960, y la primera sesión de grabación tuvo lugar el 20 de marzo.
Elvis Is Back! fue publicado el 8 de abril de 1960. El álbum alcanzó el primer puesto en la lista UK Albums Chart y el dos en la estadounidense Billboard 200. Desde entonces, el álbum ha obtenido críticas positivas de la prensa musical y ha sido certificado como disco de oro por la RIAA en 1959.

## Trasfondo y años en la Armada
Tras su tercera y última aparición en el programa de televisión Ed Sullivan Show, Presley recibió una notificación de la oficina de reclutamiento de Memphis el 8 de enero de 1957. La oficina anunció su posible reclutamiento antes de finales de año. Durante la primera mitad de 1957, Presley obtuvo tres números uno con las canciones "Too Much", "All Shook Up" y "(Let Me Be Your) Teddy Bear". Su segunda película, Loving You, se estrenó el 30 de junio con un importante éxito de ventas. Además, publicó un álbum navideño el 15 de octubre y estrenó una tercera película, Jailhouse Rock, el 17 de octubre.
El 20 de diciembre, Presley recibió la noticia de su reclutamiento. Se le concedió un aplazamiento para terminar King Creole, su siguiente largometraje, que ya había contado con una inversión de 350 000 dólares de Paramount Pictures. A comienzos de 1958, el sencillo "Don't" también llegó a lo alto de las listas de éxitos.
Presley se alistó en la Armada de los Estados Unidos el 24 de marzo de 1958. Poco después de comenzar su entrenamiento básico en Fort Hood, recibió una visita de Eddie Fadal, un empresario que había conocido durante una gira. Según Fadal, Presley estaba convencido de que su carrera musical había terminado. Después de completar su entrenamiento, se unió a la tercera división armada en Friedberg, Alemania el 1 de octubre.
Los medios de comunicación se hicieron eco de las preocupaciones de Presley sobre su carrera, pero Steve Holes, productor de RCA Records, y Freddy Bienstock, se habían preparado cuidadosamente para su ausencia. Utilizando material inédito, mantuvieron un flujo regular de lanzamientos. Entre su alistamiento y su marcha, Presley obtuvo diez éxitos, con "War My Ring Around Your Neck", "Hard Headed Woman" y "One Night". RCA también publicó cuatro recopilatorios con material antiguo, como Elvis' Gold Records, que alcanzó la tercera posición en la lista de discos más vendidos.

## Retorno a la música

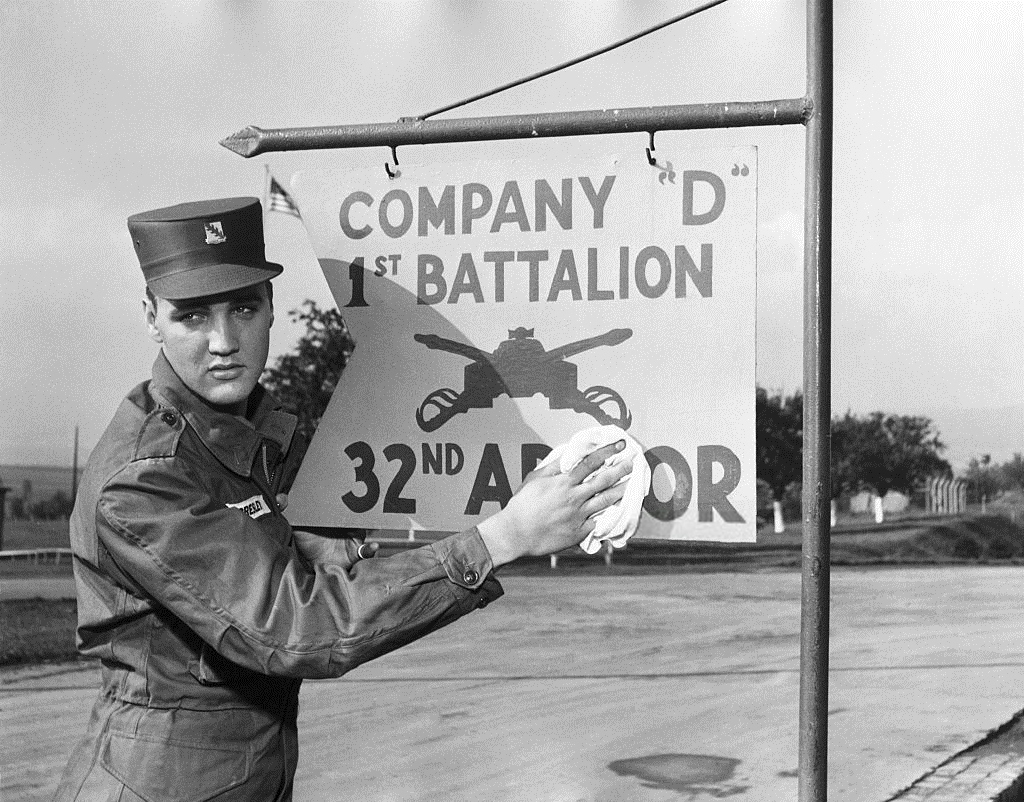
Elvis Presley durante la conscripción en Alemania

Durante sus últimos meses en el ejército, Presley comenzó a experimentar con nuevo material y pensó en su retorno a los estudios de grabación. Para su primera sesión, Presley consideró grabar "Soldier Boy", "I Will Be Home Again", "Such a Night" y "Like a Baby".
Su amigo, Charlie Hodge, enseñó a Presley técnicas para mejorar su respiración y ampliar su rango vocal. Como inspiración, Presley utilizó la canción de Roy Hamilton "I Believe" y "Unchained Melody", así como la canción tradicional "Danny Boy" y una adaptación al inglés de "O sole mio". También estudió el fraseo y las notas de discos de The Inkspots y Mill Brothers. Al final de su alistamiento en Alemania, Presley había añadido una octava a su rango vocal.
El músico regresó a los Estados Unidos el 2 de marzo de 1960 y fue dado de alta con honores y con el rango de sargento el 5 de marzo. Aun en Alemania, su representante Tom Parker negoció un nuevo contrato con RCA Victor para cumplir sus obligaciones contractuales con las bandas sonoras de las películas. De forma adicional, Parker obtuvo un aumento en el salario de Presley y una parte de los beneficios del productor Wallis, y también negoció una aparición en The Frank Sinatra Show. Mientras tanto, para asegurarse las regalías de publicación, Bienstock encargó una nueva letra para "O Sole Mio" dado que la melodía ya era de dominio público.

## Grabación
El 20 de marzo, Parker mandó un autobús para llevar a Presley y a su grupo desde Memphis hasta Nashville. El personal de la sesión incluyó al guitarrista Scotty Moore, el batería D.J. Fontana, el pianista Floyd Cramer, el guitarrista Hank Garland, el bajista Bobby Moore, el percusionista Buddy Harman y el grupo The Jordanaires. Para evitar la intromisión de seguidores, los músicos fueron avisados de que iban a tocar con Jim Reeves, sin mencionar a Elvis. Los ejecutivos de RCA Sholes y Bill Bullock se unieron a Parker en el panel de grabación, junto al asistente Tom Diskin, el A&R Chet Atkins y el ingeniero Bill Porter.
El estudio B de RCA había sido recientemente equipado con una nueva grabadora de tres pistas. Para mejorar la grabación de la voz de Presley, Porter colocó micrófonos Telefunken U-47 en el estudio. El micrófono podía ser utilizado para voces, instrumentos y cobertura de áreas completas. La primera canción grabada fue "Make Me Know It", masterizada en diecinueve tomas. "Soldier Boy" fue posteriormente grabada en quince tomas, seguida por "Stuck on You" y "Fame and Fortune". La última canción grabada durante la sesión de marzo fue "A Mess of Blues", que tampoco entró en el álbum final. Una nueva sesión fue organizada en abril. Presley dejó Nashville por Miami, donde grabó el programa The Frank Sinatra Timex Show: Welcome Home Elvis.
Los músicos originales regresaron al estudio la tarde del 3 de abril, con la adición del saxofonista Boots Randolph. Presley comenzó la sesión cantando "Fever", acompañado solo de bajo y batería. Luego continuó con una versión renovada de "O Sole Mio", ahora titulada "It's Now or Never". Por otra parte, "Girl Next Door Went A-Walking" fue grabada en diez tomas, seguida de "Thrill of Your Love". "Are You Lonesome Tonight?", que no fue incluida en el disco, fue seguida del dúo con Hodge en "I Will Be Home Again". Para la última canción de la sesión, "Reconsider Baby", Presley tocó una Gibson Super 400 como guitarra rítmica.

## Lista de canciones
| Cara A |                                         |                                             |          |  |
| N.º    | Título                                  | Escritor(es)                                | Duración |  |
| 1.     | «Make Me Know It»                       | Otis Blackwell                              | 1:58     |  |
| 2.     | «Fever (canción de Little Willie John)» | John Davenport, Eddie Cooley                | 3:31     |  |
| 3.     | «The Girl of My Best Friend»            | Beverly Ross, Sam Bobrick                   | 2:21     |  |
| 4.     | «I Will Be Home Again»                  | Bennie Benjamin, Raymond Leveen, Lou Singer | 2:33     |  |
| 5.     | «Dirty, Dirty Feeling»                  | Jerry Leiber, Mike Stoller                  | 1:35     |  |
| 6.     | «Thrill of Your Love»                   | Stan Kesler                                 | 2:59     |  |

| Cara B |                                          |                                    |          |  |
| N.º    | Título                                   | Escritor(es)                       | Duración |  |
| 1.     | «Soldier Boy (canción de Elvis Presley)» | David Jones, Theodore Williams Jr. | 3:04     |  |
| 2.     | «Such a Night»                           | Lincoln Chase                      | 2:58     |  |
| 3.     | «It Feels So Right»                      | Fred Wise, Ben Weisman             | 2:09     |  |
| 4.     | «Girl Next Door Went A-Walking»          | Bill Rice, Thomas Wayne            | 2:12     |  |
| 5.     | «Like a Baby»                            | Jesse Stone                        | 2:38     |  |
| 6.     | «Reconsider Baby»                        | Lowell Fulson                      | 3:39     |  |

| Reedición de 1999 |                                           |                                               |          |  |
| N.º               | Título                                    | Escritor(es)                                  | Duración |  |
| 1.                | «Stuck On You (canción de Elvis Presley)» | Aaron Schroeder, S. Leslie McFarland          | 2:18     |  |
| 2.                | «Fame and Fortune (canción)»              | Fred Wise, Ben Weisman                        | 2:29     |  |
| 15.               | «Are You Lonesome Tonight?»               | Lou Handman, Roy Turk                         | 3:05     |  |
| 16.               | «I Gotta Know»                            | Paul Evans, Matt Williams                     | 2:15     |  |
| 17.               | «A Mess of Blues»                         | Doc Pomus, Mort Shuman                        | 2:39     |  |
| 18.               | «It's Now or Never»                       | Eduardo di Capua, Aaron Schroeder, Wally Gold | 3:14     |  |

## Personal
- Elvis Presley: voz y guitarra acústica
- Scotty Moore: guitarra eléctrica
- Hank Garland: guitarra eléctrica y bajo
- Floyd Cramer: piano
- Bob Moore: contrabajo
- D. J. Fontana: batería
- Buddy Harman: batería
- The Jordanaires: coros
- Boots Randolph: saxofón
- Charlie Hodge: coros en "I Will Be Home Again"

## Posición en listas
| País           | Lista                             | Posición |
| -------------- | --------------------------------- | -------- |
| Bélgica        | Belgian Entertainment Association | 6        |
| Reino Unido    | UK Albums Chart                   | 1        |
| Estados Unidos | Billboard Top Selling LPs         | 2        |
| Estados Unidos | Cash Box                          | 8        |